# Snowboard-Europacup 2000
Der Snowboard-Europacup 2000 war die erste Saison dieser Wettkampfserie. Sie begann am 8. Januar 2000 im polnischen Szczyrk und endete am 28. Februar 2000 ebenda.

## Männer

### Podestplätze Männer
PGS = Parallel-Riesenslalom

PSL = Parallelslalom

GS = Riesenslalom

SBX = Snowboardcross

HP = Halfpipe
| Datum            | Austragungsort              | Disz. | Sieger             | Zweiter             | Dritter                  |
| ---------------- | --------------------------- | ----- | ------------------ | ------------------- | ------------------------ |
| 8. Januar 2000   | Szczyrk                     | GS    | Lukasz Starowicz   | Alexander Maier     | Roman Stanik             |
| 9. Januar 2000   | Szczyrk                     | SBX   | Ingemar Walder     | Lukasz Starowicz    | Alexander Maier          |
| 11. Januar 2000  | S. Giorgio Boscochiesanuova | PSL   | Richard Rikardsson | Andreas Prommegger  | Georg Rabanser           |
| 12. Januar 2000  | S. Giorgio Boscochiesanuova | GS    | Mathias Behounek   | Richard Rikardsson  | Georg Rabanser           |
| 22. Januar 2000  | Kreischberg                 | SBX   | Andreas Prommegger | Antti-Jussi Pitkälä | Gerhard Unterkofler      |
| 23. Januar 2000  | Kreischberg                 | GS    | Alexander Maier    | Georg Rabanser      | Werner Ebenbauer         |
| 18. Februar 2000 | Berchtesgaden               | PGS   | Klemen Razinger    | Lukas Prem          | Eduard Egger             |
| 19. Februar 2000 | Berchtesgaden               | HP    | Philipp Holleis    | Piotr Starowicz     | Christophe Schmidt       |
| 19. Februar 2000 | Berchtesgaden               | PSL   | Sylvain Dufour     | Michael Layer       | Christian Ehrnthaller    |
| 26. Februar 2000 | Ostin                       | PSL   | Lukas Grüner       | Alexander Maier     | Guillaume Sachot         |
| 26. Februar 2000 | Szczyrk                     | GS    | Lukasz Starowicz   | Mateusz Ligocki     | Andrzej Kaim             |
| 27. Februar 2000 | Ostin                       | PSL   | Harald Walder      | Michael Layer       | Gerardo Cusini           |
| 27. Februar 2000 | Szczyrk                     | SBX   | Grzegorz Pajak     | Wojciech Pająk      | Rafał Skarbek-Malczewski |
| 28. Februar 2000 | Szczyrk                     | PGS   | Lukasz Holy        | Lukasz Starowicz    | Marcin Sitarz            |

## Frauen

### Podestplätze Frauen
PGS = Parallel-Riesenslalom

PSL = Parallelslalom

GS = Riesenslalom

SBX = Snowboardcross

HP = Halfpipe
| Datum            | Austragungsort              | Disz. | Sieger                      | Zweiter              | Dritter                     |
| ---------------- | --------------------------- | ----- | --------------------------- | -------------------- | --------------------------- |
| 9. Januar 2000   | Szczyrk                     | GS    | Doris Günther               | Katrin Winkler       | Blanka Isielonis            |
| 9. Januar 2000   | Szczyrk                     | SBX   | Jagna Marczułajtis          | Malgorzata Kukucz    | Klaudyna Mikolajczyk        |
| 11. Januar 2000  | S. Giorgio Boscochiesanuova | PSL   | Julie Pomagalski            | Marjorie Rey         | Nina Schlegel               |
| 12. Januar 2000  | S. Giorgio Boscochiesanuova | GS    | Sara Fischer                | Doris Günther        | Julie Pomagalski            |
| 22. Januar 2000  | Kreischberg                 | SBX   | Marija Tichwinskaja         | Blanka Isielonis     | Amalie Kulawik              |
| 23. Januar 2000  | Kreischberg                 | GS    | Ursula Fingerlos            | Evelyn Maier         | Heidi Krings                |
| 18. Februar 2000 | Berchtesgaden               | PGS   | Jagna Marczułajtis          | Amalie Kulawik       | Katja Reinauer              |
| 19. Februar 2000 | Berchtesgaden               | HP    | Katarzyna Lewieniec         | Zuzana Tomčíková     | Charlotte Dutton            |
| 19. Februar 2000 | Berchtesgaden               | PSL   | Jagna Marczułajtis          | Amalie Kulawik       | Heidi Leitner               |
| 26. Februar 2000 | Ostin                       | PSL   | Katja Reinauer              | Katrin Winkler       | Dagmar Mair unter der Eggen |
| 26. Februar 2000 | Szczyrk                     | GS    | Jagna Marczułajtis          | Malgorzata Kukucz    | Blanka Isielonis            |
| 27. Februar 2000 | Ostin                       | PSL   | Dagmar Mair unter der Eggen | Isabel Zedlacher     | Doris Günther               |
| 27. Februar 2000 | Szczyrk                     | SBX   | Jagna Marczułajtis          | Klaudyna Mikolajczyk | Malgorzata Kukucz           |
| 28. Februar 2000 | Szczyrk                     | PGS   | Malgorzata Kukucz           | Blanka Isielonis     | Jagna Marczułajtis          |